# مايك فال
مايك فال (بالإنجليزية: Mike Fall)‏ (1 مارس 1961 في الولايات المتحدة - ) هو لاعب كرة قدم أمريكي في مركز الهجوم. لعب مع جاكسونفيل تي من ‏ وتامبا باي راوديز وOrlando Lions ‏ وLouisville Thunder ‏ وممفيس أمريكانز ‏.